# Chuyến bay 529 của TWA

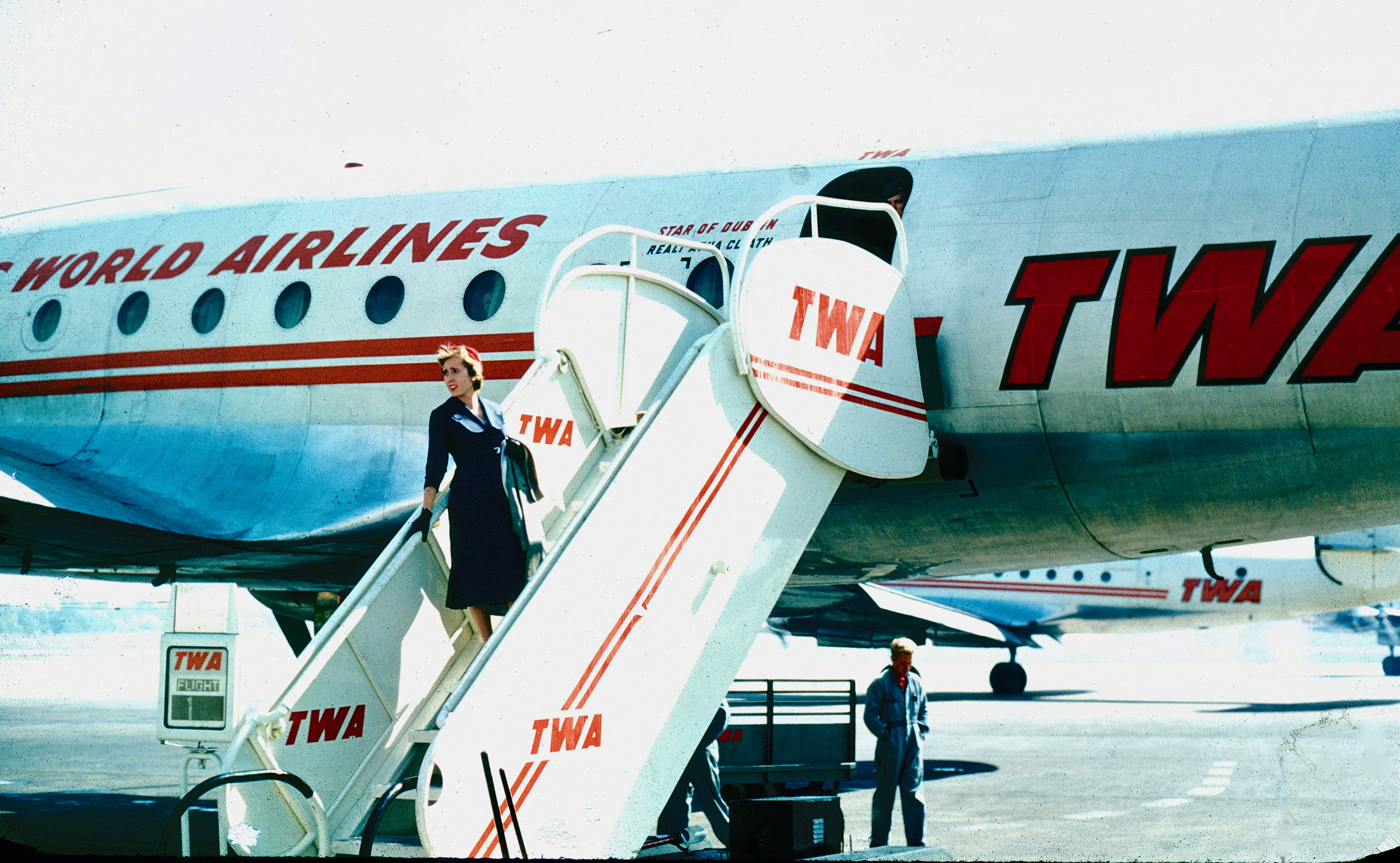

Chuyến bay 529 của hãng TWA là một chuyến bay vận chuyển chở 73 hành khách và 5 thành viên phi hành đoàn từ Boston, Massachusetts đến San Francisco, California vào ngày 1 tháng 9 năm 1961. Đây là chuyến bay sử dụng loại máy bay Lockheed L-049 Constellation. Lúc sau khi cất cánh được một lúc từ sân bay Midway ở Chicago, máy bay đã đâm xuống làm chết hết 78 người trên máy bay. Địa điểm rơi của máy bay là ở 41°46′46,69″B 87°57′29,29″T / 41,76667°B 87,95°T. Đã có thời gian nó là vụ tai nạn máy bay chết người nhất lịch sử nước Mỹ. Cuối cùng, người ta phát hiện ra là cơ khí bị hỏng dẫn đến mất kiểm soát.